# جاسم يعقوب
جاسم يعقوب سلطان البصارة، من مواليد 25 أكتوبر 1953، لاعب كرة قدم كويتي سابق. لعب جاسم يعقوب مع نادي القادسية الكويتي في مركز الهجوم، وهو أخ اللاعب السابق سلطان يعقوب ، وكان أحد أبرز اللاعبين في الحقبة الذهبية للنادي في فترة السبعينات من القرن العشرين، ويتميز جاسم يعقوب بضربات الرأس واللعب بكلتا القدمين.
لعب جاسم أيضا مع منتخب الكويت لكرة القدم منذ عام 1972 وحتى عام 1982، وقد شارك في تحقيق العديد من الإنجازات مع منتخب الكويت لكرة القدم، حيث فاز في لقب كأس الخليج ثلاثة مرات في أعوام 1972 و1974 و1976. على الصعيد الآسيوي حقق المركز الثاني مع منتخب الكويت لكرة القدم في كأس آسيا 1976 واستطاعوا الفوز بالكأس في كأس آسيا 1980 الذي أقيم في الكويت، وكانت أبرز إنجازاته مع منتخب الكويت لكرة القدم هي التأهل إلى بطولة كأس العالم لكرة القدم 1982 كأول منتخب عربي آسيوي يتأهل إلى هذه البطولة.
يعتبر جاسم يعقوب من أبرز اللاعبين في الخليج، وقد رشح في السابق لجائزة أفضل لاعب عربي في القرن العشرين التي نظمتها قناة الجزيرة في ما بين 30 ابريل 2001 وحتى 7 مايو 2001 ولكنه خسره أمام ماجد عبد الله ، وفي يوم 16 يناير 2007 تم اختياره كأسطورة لدورات كأس الخليج في استفتاء من قبل قناة دبي الرياضية، وقد تنافس في الحصول على اللقب مع اللاعب السعودي ماجد عبد الله ، وقد استقبله الشيخ صباح الأحمد الجابر الصباح في يوم 30 يناير 2007 بمناسبة فوزه باللقب. وقال بأنه يرى روح جاسم يعقوب في لاعبين وهما مهاجمان نادي القادسية الكويتي أحمد عجب وبدر المطوع. وفي يوم 12 مارس 2009 كرم بجائزة محمد بن راشد آل مكتوم للإبداع الرياضي.

## حياته العائلية
جاسم يعقوب متزوج منذ 21 مارس  1980 من السيدة ألطاف العيار ، وله بنتين الكبيرة اسمها نوف ولدت في 21 مارس  1983 والصغيرة اسمها بدرية وولد اسمه محمد، وفي يوم 21 فبراير 2008 أصبح جاسم يعقوب جدا بعد أن أنجبت ابنته ولد اسموه حمد ، ويصف جاسم يعقوب حفيده بأنه متعته في الحياة.

## مسيرته

### بداياته الكروية
كان في بداية حياته من مشجعي نادي العربي الكويتي وكان يعشق اللاعب عبد الرحمن الدولة ويعتبره مثله الأعلى في الملاعب ، إلى جانب لاعبي نادي العربي الآخرين مثل حسن ناصر ومحمد الخطيب وراشد مبارك  ولكن عندما لعب نادي العربي مع نادي القادسية بدأ بتشجيع أخوه سلطان الذي كان يلعب مع القادسية ، وقد بدأ بممارسة هوايته في الحارة التي أمام منزلهم، وكان حلمه عندما كان صغيرًا بأن يصبح لاعبا مشهورا مثل عثمان العصيمي، وكان اسم الفريق الذي يلعب فيه جاسم يعقوب العروبة، وقد كانوا يدفعون من جيوبهم لشراء الملابس والكرة، وفي عام 1962 عندما افتتح وزارة الشؤون الاجتماعية والعمل مراكز الشباب في ثلاثة مناطق هي الفيحاء والقادسية والدعية التي كان هدف إنشاؤها للحفاظ على الشباب ومحاولة تجميعهم في المراكز لممارسة هواياتهم وصقلها، وانضم جاسم يعقوب لمركز شباب الفيحاء في عام 1965، وقد كان تحت إشراف المدرب النمساوي مندي، الذي علمهم أساسيات كرة القدم.
وفي عام 1967 كانت الأندية تتهافت على تسجيل الناشئين، وقد وقع جاسم يعقوب في البداية مع نادي كاظمة، ولكنه لم يذهب إلى أي تدريب للنادي، وبعد ذلك تم توقيف انتقالات اللاعبين بين الأندية، وإذا كان عليه أن يطلب الانتقال فإنه يجب أن يحصل على الاستغناء من نادي كاظمة ليتمكن من الانضمام إلى نادي آخر، وعندما طلبه نادي القادسية انتقل إليهم بعد أن تمت مبادلته باللاعب إبراهيم الغديري، وقد استمرت عملية المفاوضات بين نادي القادسية ونادي كاظمة لمدة سنة كاملة، وقد كانت بداية جاسم يعقوب في فريق الكرة الطائرة في نادي القادسية مما ساعده على الارتقاء عاليا، وعندما انتقل جاسم يعقوب إلى فريق كرة القدم في مرحلة الناشئين لعب أول مباراة أمام نادي كاظمة وسجل في مرماهم، وبعد ذلك ازداد طموحه في الوصول إلى الفريق الأول للعب مع عدد من النجوم مثل عبد الله العصفور وفاروق إبراهيم وعثمان العصيمي ومحمد المسعود، وكان عبد المحسن الفارس من الأشخاص دائمي توجيه الدعم والملاحظات لجاسم يعقوب وتوقع له شهرة كبيرة.

### مع نادي القادسية
في عام 1970 أتت الفرصة لجاسم يعقوب لكي يشارك مع الفريق الأول في نادي القادسية وذلك بعد أن رشحه اللاعب المصاب آن ذاك عثمان العصيمي للمدرب الإنجليزي رون لوين للمشاركة في المباراة أمام نادي الشهداء  في 2 أكتوبر 1970 في المباراة التي انتهت 5-0 لنادي القادسية وسجل فيها جاسم يعقوب أربعة أهداف، وتوقعت الصحافة بزوغ نجم جديد في نادي القادسية.
وتعد أبرز أهدافه مع نادي القادسية الكويتي في 12 فبراير 1973  ذلك الهدف الذي سجله في مرمى نادي سانتوس البرازيلي في إطار جولة النادي البرازيلي في الشرق الأوسط في عام 1973، وقد كان النادي البرازيلي يضم اللاعب بيليه، وقد انتهت المباراة بالتعادل 1-1 ، ويعد هذا الهدف هو الذي أعطاه الشهرة ، وقد كان هذا الهدف هو الهدف الأول الذي يدخل في مرمى الفريق البرازيلي في رحلته إلى الشرق الأوسط، وقد سجل الهدف بعد أن أرسل إليه عبد الله العيسى كرة ليواجه بها حارس المرمى ويسددها بقوة بين قدميه.
وقد استطاع أن يحصل على لقب هداف الدوري الكويتي خمسة مرات في أعوام 1972/1973 و1974/1975 و1975/1976 و1976/1977 و1979/1980، وهو أكثر لاعب يحصل على هذا اللقب، وقد كان صاحب أكثر معدل أهداف في الدوري في موسم واحد، حيث سجل 31 هدف في موسم 1979/1980، وكان زميله في الهجوم فيصل الدخيل قد سجل 30 هدف في ذلك الموسم  وكان نادي القادسية الكويتي قد سجل في هذا الموسم 86 هدف، وقد حصل على لقب الحذاء الذهبي كأول لاعب يحصل عليه ، وفي كأس الأمير استطاع أن يصبح هداف البطولة أربعة مرات في أعوام 1971/1972 و1974/1975 و1976/1977 و1978/1979 وهو أكثر لاعب يحرز لقب هداف كأس الأمير أيضا  وكان قد سجل هدف الفوز لفريقه في نهائي كأس الأمير 1978/1979 أمام نادي كاظمة في آخر كأس أمير يحرزه ، وكان أحد أشهر أهدافه في المباراة النهائية لكأس الأمير حيث سجله بطريقة مقصية في مرمى الحارس أحمد الطرابلسي حارس نادي الكويت، وقد اختير أفضل لاعب في موسم 1975/1976، وكان آخر أهداف جاسم يعقوب في مرمى نادي التضامن الكويتي، حيث سجل ثلاثية وكان ذلك في 12 فبراير 1983.
ويقول بأن أسرع هدف في مشواره الكروي كان أمام نادي اليرموك عندما لعب له فاروق إبراهيم كرة عالية في أول نصف دقيقة فسددها في المرمى ودخلت.
كان جاسم يعقوب قد اختلف مع الشيخ فهد الأحمد الصباح في انتخابات نادي القادسية 1977، حيث وقف جاسم يعقوب مع القائمة المنافسة فهد الأحمد، مما أدى إلى حدوث خلافات بينهم، وقد حصلت القائمة المنافسة على تسعة أعضاء بينما حصلت قائمة فهد الأحمد على عضوين في مجلس الإدارة.

## مسيرته الدولية
لعب جاسم يعقوب مع منتخب الكويت لكرة القدم منذ عام 1972 وحتى عام 1982، وقد استطاع أن يحقق مع المنتخب العديد من الإنجازات، ففاز بلقب كأس الخليج ثلاثة مرات في أعوام 1972 و1974 و1976، وقد حصل على لقب هداف كأس الخليج مرتين، وفي أعوام 1974 و1976 برصيد 6 أهداف و9 أهداف على التوالي ، وهو الهداف الأول لكأس الخليج، حيث سجل 18 هدف في ثلاثة دورات شارك فيها ، وقد شارك في كأس آسيا مرتين في أعوام 1976 في إيران و1980 في الكويت، وقد استطاع أن يحرز المركز الثاني في البطولة الأولى خلف منتخب إيران لكرة القدم والأول في البطولة الثانية، وقد شارك مع منتخب الكويت لكرة القدم في بطولة كأس العالم لكرة القدم 1982 في إسبانيا.
في يوم 15 فبراير 1980 تم تشكيل منتخب باسم منتخب الخليج ليلاقي نادي هامبورغ الألماني الذي كان يضم عدد من اللاعبين المميزين مثل الإنجليزي كيفن كيغان والألماني فيليكس ماغاث بينما ضم منتخب الخليج حمود سلطان من البحرين وماجد عبد الله من السعودية وأحمد الطرابلسي من الكويت وجاسم يعقوب من الكويت وخليل شويعر من البحرين وعبد الكريم خماس من الإمارات وربيع جمعة من الإمارات وإبراهيم تحسين من الإمارات ومنصور مفتاح من قطر وعبد الله معيوف وسعد الحوطي وفتحي كميل ومحبوب جمعة وفيصل الدخيل وعبد الله البلوشي ومحمد غانم من الكويت، وقد انتهت المباراة بنتيجة 5-5، وسجل جاسم يعقوب في هذه المباراة هدفين.

### كأس الخليج
كانت بداية مشاركات جاسم يعقوب في كأس الخليج في البطولة الثانية في عام 1972، وقد اختاره المدرب ليوبيسا بروشتش مدرب منتخب الكويت لكرة القدم آن ذاك وقد كان عمره 19 سنة، وقد سجل في تلك البطولة ثلاثة أهداف وساعد المنتخب على الفوز بالبطولة للمرة الثانية على التوالي، وتعد بطولة كأس الخليج 1974 هي البطولة الثانية التي يشارك فيها جاسم يعقوب، وقد حقق خلالها لقب هداف البطولة برصيد 6 أهداف ، واستطاع منتخب الكويت لكرة القدم أن يفوز باللقب للمرة الثالثة على التوالي، وفي كأس الخليج 1976 استطاع أن يحرز لقب هداف البطولة للمرة الثانية على التوالي برصيد 9 أهداف ، وقاد المنتخب إلى الفوز باللقب للمرة الرابعة على التوالي، وهو يعتبر ثاني أكثر لاعب يسجل أهدافا في دورة واحدة، حيث سجل في عام 1976 9 أهداف وكسر رقم العراقي حسين سعيد في عام 1979 برصيد 10 أهداف ، وقد تم استبعاده من الفريق المشارك في كأس الخليج 1979 وذلك لتجديد الفريق، وقد لاقى هذا القرار المعارضة الجماهيرية  ويعتبر جاسم يعقوب أفضل هداف في تاريخ بطولات كأس الخليج، حيث استطاع أن يسجل 18 هدف في ثلاثة دورات ، وفي يوم 8 يناير 2009 تم اختياره ضمن منتخب الخليج من قبل جريدة الاتحاد الإماراتية.

#### كأس الخليج 1972
قام المدرب المجري ليوبيسا بروشتش باختياره للمنتخب وهو في عمر 18 يسنة ، وتعتبر هذه البطولة هي بداية انطلاقته إلى النجومية في دورات كأس الخليج ، وفي مفاجئة من المدرب أشركه أساسيا أمام منتخب السعودية لكرة القدم  وقد سجل هدف في مرمى السعودية، وهي أول مباراة يلعب فيها بدورات الخليج  وهو أول هدف يدخل في تلك البطولة أيضا  وكان في الدقيقة السادسة عشر في الشوط الأول ، وقد سجل هدفين في مرمى الإمارات.

#### كأس الخليج 1974
استعد المنتخب لهذه البطولة بإقامة عدة مباريات ودية مع منتخبات رومانيا وبلغاريا والمغرب ونادي فلامنغو البرازيلي.
وقد سجل هدف في مرمى الإمارات وهو أول هدف في تلك البطولة  وكان في الدقيقة الرابعة عشر في الشوط الأول ، وقد سجل هدف في مرمى عمان، وقد سجل هدف في مرمى قطر من ضربة جزاء ، وقد سجل ثلاثية في مرمى الإمارات، وكان هو أحد ثلاثة لاعبين يسجلون ثلاثة أهداف في مباراة واحدة في البطولة وهم علي الملا وفؤاد بوشقر، وقد حصل على لقب هداف البطولة برصيد 6 أهداف.

#### كأس الخليج 1976
وقد سجل هدف في مرمى قطر، وقد سجل أربعة أهداف في مرمى عمان، وقد سجل هدف في مرمى البحرين، وقد سجل هدف في مرمى العراق، وقد سجل هدف في مرمى السعودية، وقد سجل هدف في مرمى العراق  وهو أول هدف من ركلة حرة في تاريخ دورات الخليج  وقد لعب في هذه المباراة بالإبرة المخدرة التي أخذها بين شوطي المباراة وذلك لأنه لم يكن يريد أن يخرج من الملعب ويؤثر على معنويات زملاؤه، وكان هناك تنافس على جائزة الهداف في البطولة بينه وبين فيصل الدخيل والعراقي علي كاظم حيث كانوا متساوين برصيد 8 أهداف، ولكنه سجل هدف في المباراة النهائية وخطف اللقب منهم برصيد 9 أهداف، ويعتبر هذا الهدف هو الهدف الأفضل الذي سجله ويصف جاسم يعقوب هذه البطولة بالبطولة الأكثر إثارة في تاريخ دورات الخليج وذلك بعد دخول منتخب العراق لكرة القدم في البطولة وخصوصا أن البطولة انتهت بمباراة فاصلة بين الكويت والعراق ، وقد منح الشيخ صباح السالم الصباح أمير الكويت آن ذاك منزل لكل لاعب في المنتخب.

### كأس آسيا
تأهل منتخب الكويت لكرة القدم مع اليمن الجنوبي إلى كأس آسيا 1976 من المجموعة الأولى بعد انسحاب البحرين وباكستان ولبنان وسوريا، وفي البطولة أصيب جاسم يعقوب في مباراة الدور النصف نهائي أمام العراق، ولم يشارك في النهائي الذس فاز فيه إيران، وفي كأس آسيا 1980 تأهل منتخب الكويت لكرة القدم إلى البطولة بصفته مستضيف البطولة، وقد استطاع أن يقود المنتخب إلى الفوز باللقب للمرة الأولى في تاريخه، وقد سجل جاسم يعقوب أربعة أهداف في تلك البطولة.

#### كأس آسيا 1976
شارك في كأس آسيا للمرة الأولى له، ولكنه لم يستطع أن يسجل أي هدف، وقد تعرض للإصابة في مباراة منتخب الكويت لكرة القدم والعراق في الدور النصف نهائي.

#### كأس آسيا 1980
سجل جاسم يعقوب هدفين في مرمى منتخب ماليزيا لكرة القدم المباراة الثانية التي انتهت 3-1، وسجل هدف في مباراة منتخب قطر لكرة القدم التي انتهت بفوز منتخب الكويت 4-0، وقد سجل جاسم يعقوب هدفا في مرمى إيران في الدور النصف النهائي لتتأهل الكويت إلى النهائي وتهزم كوريا الجنوبية 3-0 ، وقد سجل أربعة أهداف في البطولة.

### الألعاب الأولمبية
جرت التصفيات للألعاب الأولمبية في موسكو 1980 في الفترة ما بين 16 مارس 1980 وحتى 31 مارس 1980 في عاصمة العراق بغداد، وكانت المجموعة تضم كل من العراق والأردن وسوريا واليمن، ولعب منتخب الكويت مباراته الأولى أمام منتخب سوريا لكرة القدم، واستطاع جاسم يعقوب أن يسجل هدف الفوز في تلك المباراة التي انتهت بهدف مقابل لا شيء، ولعب منتخب الكويت بعدها مع منتخب اليمن لكرة القدم، وفاز منتخب الكويت 5-0 وسجل جاسم يعقوب أربعة أهداف، وبعدها تعادل منتخب الكويت ومنتخب العراق سلبيا، ولعب منتخب الكويت لكرة القدم بعدها مع منتخب الأردن لكرة القدم وانتهت المباراة بفوز الكويت بهدف مقابل لا شيء ، وقد كانت المباراة الحاسمة أمام منتخب العراق لكرة القدم، حيث كانوا متقدمين بهدفين مقابل لا شيء لمنتخب الكويت لكرة القدم، وفي الشوط الثاني استطاع جاسم يعقوب أن يسجل هدفين أحدهما من ضربة جزاء وبعدها سجل ناصر الغانم هدف التعادل، وفي الدقائق الأخيرة أضاف جاسم يعقوب هدف الفوز ، وقد تصدر جاسم يعقوب هدافي المجموعة بثمانية أهداف.

#### أولمبياد موسكو
في الألعاب الأولمبية لعبت الكويت في مجموعة ضمت نيجيريا وكولومبيا وتشيكوسلوفاكيا، وقد فازوا في المباراة الأولى أمام منتخب نيجيريا لكرة القدم 3-1، وفي المباراة الثانية تعادلوا 1-1 مع منتخب كولومبيا لكرة القدم وقد سجل جاسم يعقوب هدف منتخب الكويت لكرة القدم ، وتعادلوا سلبيا مع منتخب تشيكوسلوفاكيا لكرة القدم، وتأهلوا إلى دور الثمانية ولعبوا مع الاتحاد السوفييتي صاحب الضيافة، وقد خسروا 2-1 وقد سجل جاسم يعقوب هدف الكويت الوحيد في مرمى الحارس السوفييتي رينات داساييف.

### كأس العالم
شارك مع منتخب الكويت لكرة القدم في تصفيات كأس العالم لكرة القدم 1978 في الأرجنتين، ولكن المنتخب لم يتأهل وتأهل مكانه منتخب إيران لكرة القدم ، وفي تصفيات كأس العالم لكرة القدم 1982، استطاع منتخب الكويت لكرة القدم بأن يتأهل من المجموعة الثالثة التي كانت تضم كوريا الجنوبية وماليزيا وتايلاند ومنتخب إيران لكرة القدم الذي انسحب بسبب حرب الخليج الأولى ، وفي الدور النهائي تأهل منتخب الكويت لكرة القدم إلى البطولة بعد أن تصدر المجموعة التي كانت تضم الصين ونيوزيلندا والسعودية، وقد شارك جاسم يعقوب في مباراتين في بطولة كأس العالم لكرة القدم 1982، حيث تعرض للإصابة في المباراة الثانية أمام فرنسا.

#### إسبانيا 1982
شارك في المباراة الأولى لمنتخب الكويت لكرة القدم أمام تشيكوسلوفاكيا التي انتهت بالتعادل بهدف لكل منتخب ، وفي المباراة الثانية أمام فرنسا كاد جاسم يعقوب أن يسجل هدف لولا تدخل عبد العزيز العنبري في الكرة، وقد اصيب في نفس الكرة بعد أن اصطدم مع الحارس الفرنسي جين إيتوري وقد خسروا المباراة بنتيجة 1/4 ، ولم يشارك في المباراة الثالث أمام منتخب إنجلترا لكرة القدم بسبب الإصابة ، وكان جاسم يعقوب يرغب في التسجيل في كأس العالم ولكنه لم يستطع.

## الإصابة والاعتزال
تعرض جاسم يعقوب للعديد من الإصابات، وكانت من أخطر الإصابات التي تعرض لها في 10 أكتوبر 1977 في مباراة منتخب الكويت لكرة القدم ومنتخب كوريا الجنوبية لكرة القدم في إطار تصفيات كأس العالم لكرة القدم 1978، وقد أجرى وقتها عمليتين وعاد إلى لعب الكرة بعد سنة كاملة.
في يوم 27 فبراير 1983 تعرض جاسم يعقوب إلى إصابة بالشلل النصفي، وتم نقله إلى مستشفى الصباح وقام الأطباء بإجراء الفحوصات لمدة ساعتين، وكان التقرير الأول للإصابة هو إصابته بصدمة عصبية حادة، وبعد ذلك تم نقله إلى مستشفى ابن سينا وتم أخذ مجموعة من الأشعة لرأس جاسم يعقوب، وعندما انتشر خبر إصابة جاسم يعقوب توافد الأصدقاء لزيارته، وحضر الشيخ سعد العبد الله الصباح، وسمع شرحا لحالة جاسم يعقوب من قبل شقيقة الدكتور يوسف يعقوب الذي طالب الشيخ سعد بنقله إلى أمريكا، وقد تكفل الشيخ سعد العبد الله السالم الصباح ولي العهد آن ذاك بمصاريف العلاج في الولايات المتحدة الأمريكية، وقد غادر في 5 مارس 1983 إلى الولايات المتحدة، وتم نقله بكرسي متحرك إلى الطائرة من مطار الكويت الدولي إلى مطار جون ف. كينيدي في نيويورك، وتلقى بعد ذلك علاجا مكثفا في مستشفى سانت لوكس وبعد عدة تمارين قاسية طلب منه الدكتور أن يمشي على عصا ونجح في ذلك، وخلال فترة العلاج أتته الأنباء من والدته بأن زوجته على أنجبت بنتا، وقد اختار لها اسم نوف، وبعد ذلك ذهب إلى مستشفى جامعة نيويورك المتخصص في العلاج الطبيعي، وتم إخضاعه لبرنامج مكثف، وكان هناك تقرير اسبوعي يرسل من أمريكا إلى الكويت لعرض حالة جاسم يعقوب على الشيخ سعد العبد الله الصباح ويشرح من قبل وزير الصحة عبد الرحمن العوضي، وفي 8 ابريل 1984 قرر الأطباء بأنه قد شفي تماما وقد أقيمت حفلة من قبل الطلبة الكويتيين في أمريكا بهذه المناسبة ، وعاد بعد أكثر من سنتين في عام 1985 إلى الكويت  وقد جرى استقباله استقبالا شعبيا كبيرا، وتم تأليف أغنية من قبل الفنان عبد الكريم عبد القادر ومجموعة من الفنانين، وقد كان اسمها «متى تعود الجوهرة».
وبعد ذلك قام جاسم يعقوب بزيارة الشيخ جابر الأحمد الصباح أمير الكويت والشيخ سعد العبد الله الصباح ولي العهد لشكرهما على رعايتهم له.
في يوم 25 مارس 1985، أقيمت مباراة اعتزال جاسم يعقوب مع نادي الزمالك المصري ، وقد انتهت بفوز نادي الزمالك 3-2، وكان يريد بأن تلعب المباراة يوم 21 مارس لأنه يوم عيد زواجه وميلاد ابنته نوف وعيد الأم ، ويصف يوم اعتزاله بأنه يوم حزين، حيث كان يسجل في كل مباراة اعتزال لأحد زملاؤه وكان يتمنى بأن يسجل في مباراة اعتزاله ولكنه لم يستطع.
شارك في مباراة الاعتزال العديد من اللاعبين العرب، حيث لعب حسين سعيد مع العراق ومحمود الخطيب من مصر وحمود سلطان من البحرين وعدنان الطلياني من الإمارات، وقد اعتذر ماجد عبد الله عن المباراة في اللحظات الأخيرة.

## بعد الاعتزال
لم يتجه إلى مجال التدريب لأنه يقول بأنه لا يجد نفسه في هذا المجال ويقول بأن ليس كل لاعب ناجح مدرب ناجح ولم يتجه للتحكيم لأنه لا يفضله.
بعد الاعتزال تدرج جاسم يعقوب في المناصب في الهيئة العامة للشباب والرياضة، وهو يشغل الآن منصب نائب رئيس الهيئة العامة للشباب والرياضة، ويعرف جاسم يعقوب بأنه يطالب الأندية بالبحث عن المواهب من خلال اللاعبين الذين يشاركون في الدورات التي تنظمها الهيئة ، ويشرف على بطولة المحافظات التي تنظمها الهيئة العامة للشباب والرياضة تحت رعاية الشيخ ناصر صباح الأحمد الصباح ، وهو الآن مدير قطاع الشباب في الهيئة العامة للشباب والرياضة ، وفي يوم 1 يناير 2009 كلفه رئيس مجلس إدارة الهيئة العامة للشباب والرياضة فيصل الجزاف بمهام المدير العام في الفترة ما بين 3 يناير و5 يناير 2009 وذلك بسبب سفره إلى عمان لمتابعة بعض مباريات كأس الخليج 2009.
في يوم 3 ابريل 2008 أعلنت قناة الجزيرة الرياضية انضمام جاسم يعقوب إلى طاقم التحليل لديها لتحليل مباريات بطولة كأس ولي عهد قطر.
تمت دعوة جاسم يعقوب إلى اعتزال ماجد عبد الله في المباراة التي ستقام بين نادي النصر السعودي ونادي ريال مدريد الإسباني ، وقد رحب جاسم يعقوب بهذه الدعوة وسيلتحق بالفريق في 22 مايو 2008 قبل المباراة التي ستقام في 25 مايو 2008 ، وقد دعا ماجد عبد الله عدد من النجوم مثل محمود الخطيب وعدنان الطلياني ومنصور مفتاح.
وفي يوم 5 يناير 2009 تمت دعوته لحضور حفل توزيع جوائز مجلة سوبر الإماراتية لأفضل لاعب في آسيا وأفريقيا والعرب.
حضر مباراة منتخب الكويت لكرة القدم ومنتخب العراق لكرة القدم في كأس الخليج 2009 في عمان، وكان ضمن الشخصيات المهمة وجلس في المنصة الرئيسية لكبار الضيوف ، وقد صرح بعد تأهل المنتخب إلى الدور النصف نهائي بأن هذا التأهل يعد إنجاز وأدخل الفرحة خصوصا وأن منتخب الكويت لم يكن ضمن الفرق المرشحة لبلوغ هذه المرحلة.
تم تعيينه في يوم 18 يناير 2009 رئيسا للجنة النظر في احتياجات العاملين على بند المكافآت، وستقوم اللجنة بدراسة احتياجاتهم ورفعها إلى رئيس الهيئة العامة للشباب والرياضة، وتم تشكيل هذه اللجنة لتلافي السلبيات في العمل.
تم تعيينه في يوم 25 يناير 2009 رئيسا للجنة المشتريات في الهيئة العامة للشباب والرياضة.
وفي يوم 12 فبراير 2009 تم تعيينه نائبا للمدير العام لشؤون الرياضة في الهيئة العامة للشباب والرياضة بدلا من عصام جعفر ، وفي يوم 6 يوليو 2009 قام مجلس الوزراء الكويتي بالتجديد له في منصبه كنائب للمدير العام للهيئة العامة للشباب والرياضة بدرجة وكيل مساعد لمدة أربعة سنوات.

## أقوال في جاسم يعقوب
- ليوبيسا بروشتش: «جاسم يعقوب لاعب يمتلك ثلاثة أرجل، القدم اليمنى والقدم اليسرى ورأسه» [58]
- ماريو زاغالو: «عندما حضرت للكويت لم أتصور أن هناك لاعب في الفريق مثل جاسم يعقوب بل أنني لم أتوقع أن يكون في الشرق الأوسط لاعبا بهذا المستوى».[59]
- كارلوس ألبيرتو بيريرا: «إنه لاعب من الطراز الأول، ولن تنجب الملاعب في الخليج لاعب كجاسم يعقوب».[59]
- كارلوس ألبيرتو بيريرا: «إنه لاعب مع طراز دولي، وقد لفت الأنظار في كل مكان لعبنا فيه من موسكو والبرتغال وإنجلترا حتى البرازيل».[59]
- يوسف سيف: «الملاعب الكويتية لن تنجب مثل جاسم يعقوب».[60]

## إنجازاته

### الألقاب الجماعية
مع نادي القادسية 
- الدوري الكويتي (خمس مرات): 1970/1971 و1972/1973 و1974/1975 و1975/1976 و1977/1978.
- كأس الأمير (أربع مرات): 1971/1972 و1973/1974 و1974/1975 و1978/1979.

مع منتخب الكويت
- كأس الخليج (ثلاث مرات): 1972 و1974 و1976
- كأس آسيا (مرة واحدة): 1980

### الألقاب الشخصية
مع نادي القادسية
- هداف الدوري الكويتي (خمس مرات): 1972/1973 و1974/1975 و1975/1976 و1976/1977 و1979/1980.

هداف كأس الأمير (أربع مرات): 1971/1972 و1974/1975 و1976/1977 و1978/1979.
مع منتخب الكويت
- هداف كأس الخليج (مرتين): كأس الخليج 1974 وكأس الخليج 1976.

## وصلات خارجية
- جاسم يعقوب على موقع الاتحاد الدولي (مؤرشف)  (الإنجليزية)
- جاسم يعقوب على موقع قاعدة بيانات كرة القدم.إي يو (الإنجليزية)
- جاسم يعقوب على موقع ناشيونال فوتبول تيمز (الإنجليزية)
- جاسم يعقوب على موقع أوليمبيديا (الإنجليزية)